# Anton Sturm (Maler)
Anton Sturm (* 1686 in Augsburg; † 16. April 1752 (Tag der Beerdigung) in Frankfurt am Main) war ein deutscher Maler, Zeichner und Haarhändler.

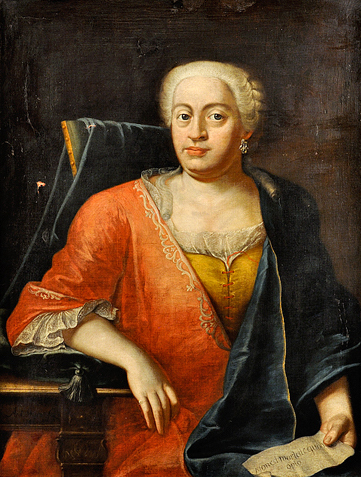
Anton Sturm: Anna Rebecca Senckenberg (1744)

Vor 1720 war Sturm mehrere Jahre in Rom tätig, wo er u. a. im Petersdom Zeichnungen der dortigen Statuen erstellte. Danach schuf er Bilder historischer Ereignisse und Porträts. 1720 ließ er sich in Frankfurt am Main nieder, wo er neben seiner künstlerischen Tätigkeit einen Haarhandel betrieb. 